# Cameron Wood
Cameron Donald Wood (16 de noviembre de 2001) es un deportista estadounidense que compite en ciclismo en la modalidad de BMX. En los Juegos Panamericanos de 2023 obtuvo una medalla de plata en la prueba individual.

## Palmarés internacional
| Juegos Panamericanos | Juegos Panamericanos | Juegos Panamericanos | Juegos Panamericanos |
| Año                  | Lugar                | Medalla              | Competición          |
| -------------------- | -------------------- | -------------------- | -------------------- |
| 2023                 | Santiago (Chile)     | Medalla de plata     | Carrera              |